# 2010年の映画
2010年の映画（2010ねんのえいが）では、2010年（平成22年）の映画分野の出来事（動向）について記述する。
2009年の映画 - 2010年の映画 - 2011年の映画

## 出来事
- 1月17日 - 第67回ゴールデングローブ賞が行われ、ドラマ部門で『アバター』が、ミュージカル・コメディ部門で『ハングオーバー! 消えた花ムコと史上最悪の二日酔い』が作品賞を受賞。
- 1月29日 - アメリカの映画会社のミラマックスが閉鎖。
- 2月8日 - 第64回毎日映画コンクールの表彰式がミューザ川崎シンフォニーホールで開催され、『沈まぬ太陽』が日本映画大賞を受賞した。
- 2月16日 - 第52回ブルーリボン賞の授賞式が東京都中央区・銀座ブロッサムで行われ、作品賞は『劒岳 点の記』が受賞した。
- 2月20日（現地時間） - 第60回ベルリン国際映画祭で若松孝二監督の『キャタピラー』に主演した寺島しのぶが最優秀女優賞を受賞、日本人の同賞受賞は、1975年に熊井啓監督の『サンダカン八番娼館 望郷』で、田中絹代が受賞して以来35年ぶり3人目。
- 2月25日 - 3月1日 - ゆうばり国際ファンタスティック映画祭2010が開催され
- 3月7日 - 第82回アカデミー賞が行われ、『ハート・ロッカー』が作品賞を含む6部門を制する。
- 4月20日 - MGMの金銭問題により、『007』シリーズ第23作の製作が無期限延期となることが発表される。
- 5月12日-23日 - 第63回カンヌ国際映画祭が開催され、タイ映画の『ブンミおじさんの森』がパルム・ドールを受賞。
- 6月6日 - MTVムービー・アワード2010の結果が発表され、『ニュームーン/トワイライト・サーガ』が作品賞を含む4部門を制する。
- 6月24日 - 第36回サターン賞が発表され、『アバター』が10部門を制する。
- 8月4日 - ミラマックスがディズニーからフィルムヤード・ホールディングスに約6億6000万ドルで売却され、製作・配給会社として存続。
- 8月31日 - 映像京都が解散。
- 9月6日（現地時間） - 第34回モントリオール世界映画祭で深津絵里が日本人としては1983年の田中裕子以来27年ぶりに最優秀女優賞を受賞。
- 9月11日（現地時間） - 第67回ヴェネツィア国際映画祭でソフィア・コッポラの『SOMEWHERE』が金獅子賞を受賞。

## 周年
- 創業115周年
  - 松竹

## 全世界興行収入ランキング
| 順位 | 題名                             | スタジオ                            | 興行収入       |
| ---- | -------------------------------- | ----------------------------------- | -------------- |
| 1    | トイ・ストーリー3                | ディズニー/ピクサー                 | $1,063,161,943 |
| 2    | アリス・イン・ワンダーランド     | ディズニー                          | $1,024,299,722 |
| 3    | ハリー・ポッターと死の秘宝 PART1 | ワーナー・ブラザース                | $948,342,749   |
| 4    | インセプション                   | ワーナー・ブラザース                | $825,448,067   |
| 5    | シュレック フォーエバー          | ドリームワークス・アニメーション    | $749,952,787   |
| 6    | エクリプス/トワイライト・サーガ  | サミット・エンターテインメント      | $693,579,566   |
| 7    | アイアンマン2                    | パラマウント映画/マーベル・スタジオ | $622,056,974   |
| 8    | 塔の上のラプンツェル             | ディズニー                          | $592,461,732   |
| 9    | 怪盗グルーの月泥棒 3D            | ユニバーサル・ピクチャーズ          | $543,113,985   |
| 10   | ヒックとドラゴン                 | ドリームワークス・アニメーション    | $494,878,759   |

出典:“2010 Worldwide Box Office Results”.  Box Office Mojo. 2015年12月27日閲覧。

## 各大陸、各国ランキング

### 北米興行収入ランキング
| 順位 | 題名                             | スタジオ                            | 興行収入     |
| ---- | -------------------------------- | ----------------------------------- | ------------ |
| 1    | トイ・ストーリー3                | ディズニー/ピクサー                 | $415,004,880 |
| 2    | アリス・イン・ワンダーランド     | ディズニー                          | $334,191,110 |
| 3    | アイアンマン2                    | パラマウント映画/マーベル・スタジオ | $312,433,331 |
| 4    | エクリプス/トワイライト・サーガ  | サミット・エンターテインメント      | $300,531,751 |
| 5    | ハリー・ポッターと死の秘宝 PART1 | ワーナー・ブラザース                | $295,983,305 |
| 6    | インセプション                   | ワーナー・ブラザース                | $292,576,195 |
| 7    | 怪盗グルーの月泥棒 3D            | ユニバーサル・ピクチャーズ          | $251,513,985 |
| 8    | シュレック フォーエバー          | ドリームワークス・アニメーション    | $238,736,787 |
| 9    | ヒックとドラゴン                 | ドリームワークス・アニメーション    | $217,581,231 |
| 10   | 塔の上のラプンツェル             | ディズニー                          | $200,821,936 |

出典:“2010 Domestic Yearly Box Office Results”.  Box Office Mojo. 2015年12月27日閲覧。

### 日本興行収入ランキング
| 順位 | 題名                                                               | 製作国             | 配給             | 興行収入  |
| ---- | ------------------------------------------------------------------ | ------------------ | ---------------- | --------- |
| 1    | アバター                                                           | アメリカ合衆国の旗 | 20世紀フォックス | 156.0億円 |
| 2    | アリス・イン・ワンダーランド                                       | アメリカ合衆国の旗 | ディズニー       | 118.0億円 |
| 3    | トイ・ストーリー3                                                  | アメリカ合衆国の旗 | ディズニー       | 108.0億円 |
| 4    | 借りぐらしのアリエッティ                                           | 日本の旗           | 東宝             | 092.6億円 |
| 5    | THE LAST MESSAGE 海猿                                              | 日本の旗           | 東宝             | 080.4億円 |
| 6    | 踊る大捜査線 THE MOVIE3 ヤツらを解放せよ!                          | 日本の旗           | 東宝             | 073.1億円 |
| 7    | カールじいさんの空飛ぶ家                                           | アメリカ合衆国の旗 | ディズニー       | 050.0億円 |
| 8    | ワンピース フィルム ストロングワールド                             | 日本の旗           | 東映             | 048.0億円 |
| 9    | バイオハザードIV アフターライフ                                    | アメリカ合衆国の旗 | ソニー           | 047.0億円 |
| 10   | 劇場版ポケットモンスター ダイヤモンド&パール 幻影の覇者 ゾロアーク | 日本の旗           | 東宝             | 041.6億円 |

出典:2010年興行収入10億円以上番組 (PDF)  - 日本映画製作者連盟

## 受賞
- 第83回アカデミー賞
  - 作品賞 - 『英国王のスピーチ』
  - 監督賞 -  トム・フーパー - 『英国王のスピーチ』
  - 主演男優賞 - コリン・ファース - 『英国王のスピーチ』
  - 主演女優賞 - ナタリー・ポートマン - 『ブラック・スワン』
  - 助演男優賞 - クリスチャン・ベール - 『ザ・ファイター』
  - 助演女優賞 - メリッサ・レオ - 『ザ・ファイター』

- 第68回ゴールデングローブ賞
  - 作品賞 (ドラマ部門) - 『ソーシャル・ネットワーク』
  - 主演女優賞 (ドラマ部門) - ナタリー・ポートマン - 『ブラック・スワン』
  - 主演男優賞 (ドラマ部門) - コリン・ファース - 『英国王のスピーチ』
  - 作品賞 (ミュージカル・コメディ部門) - 『キッズ・オールライト』
  - 主演女優賞 (ミュージカル・コメディ部門) - アネット・ベニング - 『キッズ・オールライト』
  - 主演男優賞 (ミュージカル・コメディ部門) - ポール・ジアマッティ - 『バーニーズ・バージョン ローマと共に』
  - 外国語映画賞 - 『未来を生きる君たちへ』
  - 監督賞 - デヴィッド・フィンチャー - 『ソーシャル・ネットワーク』

- 第76回ニューヨーク映画批評家協会賞
  - 作品賞 - 『ソーシャル・ネットワーク』

- 第67回ヴェネツィア国際映画祭
  - 金獅子賞 - 『SOMEWHERE』
  - 銀獅子賞（監督賞）: アレックス・デ・ラ・イグレシア（Balada triste de trompeta）
  - 男優賞: ヴィンセント・ギャロ（『エッセンシャル・キリング』）
  - 女優賞: アリアン・ラベド（Attenberg）

- 第63回カンヌ国際映画祭
  - パルム・ドール:『ブンミおじさんの森』
  - グランプリ: 『神々と男たち』
  - 審査員賞: 『終わりなき叫び』
  - 男優賞: ハビエル・バルデム（『BIUTIFUL ビューティフル』）、エリオ・ゲルマノ（La nostra vita）
  - 女優賞: ジュリエット・ビノシュ（『トスカーナの贋作』）
  - 監督賞: マチュー・アマルリック（『さすらいの女神たち』）
  - 脚本賞: イ・チャンドン（『ポエトリー アグネスの詩』）

- 第60回ベルリン国際映画祭
  - 金熊賞: 『蜂蜜』（セミフ・カプランオール監督）
  - 銀熊賞（審査員グランプリ）: Eu când vreau să fluier, fluier（フローリン・サーバン監督）
  - 銀熊賞（監督賞）: ロマン・ポランスキー（『ゴーストライター』）
  - 銀熊賞（男優賞）: グリゴリ・ドブルイギン、セルゲイ・プスケパリス（Как я провёл этим летом）
  - 銀熊賞（女優賞）: 寺島しのぶ（『キャタピラー』）

- 第34回日本アカデミー賞
  - 最優秀作品賞 - 『告白』
  - 最優秀監督賞 - 中島哲也（『告白』）
  - 最優秀主演男優賞 - 妻夫木聡（『悪人』）
  - 最優秀主演女優賞 - 深津絵里（『悪人』）

- 第53回ブルーリボン賞
  - 作品賞 - 『告白』
  - 主演男優賞 - 妻夫木聡（『悪人』）
  - 主演女優賞 - 寺島しのぶ（『キャタピラー』）
  - 監督賞 - 石井裕也（『川の底からこんにちは』）

- 第84回キネマ旬報ベスト・テン
  - 外国映画第1位 - 『息もできない』
  - 日本映画第1位 -  『悪人』

- 第65回毎日映画コンクール
  - 日本映画大賞 - 『悪人』

## 日本の映画興行
- 入場料金（大人） 
  - 1,800円 - 一般入場料金は19年間据え置かれている[1]。
  - 1,800円（統計局『小売物価統計調査（動向編） 調査結果』[2] 銘柄符号 9341「映画観覧料」）[3]
- 入場者数 1億7436万人[4]
- 興行収入 2207億3700万円[4]

| 配給会社 | 番組数 | 年間興行収入  | 前年対比 | 備考                     |
| -------- | ------ | ------------- | -------- | ------------------------ |
| 松竹     | 19     | 136億3414万円 | 086.7%   |                          |
| 東宝     | 32     | 748億6912万円 | 114.3%   | 東宝年間興行収入の新記録 |
| 東映     | 25     | 136億0332万円 | 075.7%   |                          |

出典:「2010年 日本映画・外国映画 業界総決算 経営/製作/配給/興行のすべて」『キネマ旬報』2011年（平成23年）2月下旬号、キネマ旬報社、2011年、189頁。

## 主な訃報
| 日付 | 日付 | 名前                     | 国籍               | 年齢 | 職業                                                                 |
| 1月  | 01日 | 成川哲夫                 | 日本の旗           | 65   | 俳優                                                                 |
| 1月  | 05日 | トニ・テクチェアヌ       | ルーマニアの旗     | 37   | 俳優                                                                 |
| 1月  | 08日 | 東恵美子                 | 日本の旗           | 85   | 女優                                                                 |
| 1月  | 11日 | エリック・ロメール       | フランスの旗       | 89   | 映画監督                                                             |
| 1月  | 13日 | 田の中勇                 | 日本の旗           | 77   | 俳優・声優                                                           |
| 1月  | 17日 | 郷里大輔                 | 日本の旗           | 57   | 声優                                                                 |
| 1月  | 22日 | ジーン・シモンズ         | アメリカ合衆国の旗 | 80   | 女優                                                                 |
| 1月  | 27日 | 夏夕介                   | 日本の旗           | 59   | 俳優                                                                 |
| 2月  | 01日 | デイヴィッド・ブラウン   | アメリカ合衆国の旗 | 93   | 映画プロデューサー                                                   |
| 2月  | 03日 | フランシス・リード       | アメリカ合衆国の旗 | 95   | 女優                                                                 |
| 2月  | 03日 | ジョルジュ・ウィルソン   | フランスの旗       | 88   | 俳優                                                                 |
| 2月  | 04日 | ピーター・マーテル       | イタリアの旗       | 72   | 俳優                                                                 |
| 2月  | 05日 | 登川直樹                 | 日本の旗           | 92   | 映画評論家                                                           |
| 2月  | 11日 | 井上梅次                 | 日本の旗           | 86   | 映画監督                                                             |
| 2月  | 12日 | グレテ・ソンク           | デンマークの旗     | 80   | 女優                                                                 |
| 2月  | 13日 | ジョン・リード           | イギリスの旗       | 94   | 俳優                                                                 |
| 2月  | 16日 | 宮内婦貴子               | 日本の旗           | 76   | 脚本家                                                               |
| 2月  | 17日 | 藤田まこと               | 日本の旗           | 76   | 俳優                                                                 |
| 2月  | 19日 | ライオネル・ジェフリーズ | イギリスの旗       | 83   | 俳優                                                                 |
| 2月  | 19日 | ジェイミー・ギリス       | アメリカ合衆国の旗 | 66   | 俳優                                                                 |
| 2月  | 25日 | ウラジスラフ・ガルキン   | ロシアの旗         | 38   | 俳優                                                                 |
| 2月  | 26日 | 南方英二                 | 日本の旗           | 77   | 俳優                                                                 |
| 3月  | 03日 | 西島大                   | 日本の旗           | 82   | 脚本家                                                               |
| 3月  | 05日 | 田向正健                 | 日本の旗           | 73   | 脚本家                                                               |
| 3月  | 05日 | チャールズ・ピアース     | アメリカ合衆国の旗 | 71   | 映画監督                                                             |
| 3月  | 11日 | 月城彰子                 | 日本の旗           | 89   | 女優                                                                 |
| 3月  | 14日 | ピーター・グレイヴス     | アメリカ合衆国の旗 | 83   | 俳優                                                                 |
| 3月  | 18日 | フェス・パーカー         | アメリカ合衆国の旗 | 85   | 俳優                                                                 |
| 3月  | 19日 | ラウル・デ・ラ・トーレ   | アルゼンチンの旗   | 72   | 映画監督                                                             |
| 3月  | 21日 | 木村威夫                 | 日本の旗           | 91   | 美術監督                                                             |
| 3月  | 29日 | チェ・ジニョン           | 大韓民国の旗       | 39   | 俳優                                                                 |
| 4月  | 01日 | ジョン・フォーサイス     | アメリカ合衆国の旗 | 92   | 俳優                                                                 |
| 4月  | 02日 | 山内鉄也                 | 日本の旗           | 75   | 映画監督・脚本家                                                     |
| 4月  | 06日 | 西河克己                 | 日本の旗           | 91   | 映画監督                                                             |
| 4月  | 07日 | クリストファー・カザノフ | イギリスの旗       | 66   | 俳優                                                                 |
| 4月  | 08日 | ジェームズ・オーブリー   | イギリスの旗       | 62   | 俳優                                                                 |
| 4月  | 11日 | 福田陽一郎               | 日本の旗           | 77   | 脚本家                                                               |
| 4月  | 25日 | アラン・シリトー         | イギリスの旗       | 82   | 作家                                                                 |
| 4月  | 27日 | 北林谷栄                 | 日本の旗           | 98   | 女優                                                                 |
| 5月  | 02日 | 佐藤慶                   | 日本の旗           | 81   | 俳優                                                                 |
| 5月  | 02日 | リン・レッドグレイヴ     | イギリスの旗       | 67   | 女優                                                                 |
| 5月  | 12日 | 寺内小春                 | 日本の旗           | 78   | 作家、脚本家                                                         |
| 5月  | 17日 | 吉岡治                   | 日本の旗           | 76   | 作詞家、日本作詩家協会副会長                                         |
| 5月  | 22日 | 中川順                   | 日本の旗           | 90   | テレビ東京相談役                                                     |
| 5月  | 27日 | デニス・ホッパー         | アメリカ合衆国の旗 | 74   | 俳優                                                                 |
| 5月  | 28日 | ゲーリー・コールマン     | アメリカ合衆国の旗 | 42   | 俳優                                                                 |
| 5月  | 29日 | デニス・ホッパー         | アメリカ合衆国の旗 | 74   | 俳優、映画プロデューサー、芸術家                                     |
| 6月  | 5日  | スティーヴン・ルーサー   | アメリカ合衆国の旗 | 58   | 映画プロデューサー                                                   |
| 6月  | 11日 | 池田駿介                 | 日本の旗           | 69   | 俳優                                                                 |
| 6月  | 13日 | ジミー・ディーン         | アメリカ合衆国の旗 | 81   | カントリー・ミュージック歌手、俳優、実業家                           |
| 6月  | 30日 | 近藤道生                 | 日本の旗           | 90   | 博報堂代表取締役                                                     |
| 6月  | 30日 | パク・ヨンハ             | 大韓民国の旗       | 32   | 俳優                                                                 |
| 7月  | 1日  | アイリーン・ウッズ       | アメリカ合衆国の旗 | 81   | 声優                                                                 |
| 7月  | 10日 | 枝川弘                   | アメリカ合衆国の旗 | 93   | 映画監督                                                             |
| 7月  | 10日 | つかこうへい             | アメリカ合衆国の旗 | 62   | 小説家                                                               |
| 7月  | 11日 | 谷山尚義                 | アメリカ合衆国の旗 | 73   | 集英社顧問                                                           |
| 7月  | 12日 | 松尾昭典                 | 日本の旗           | 81   | 映画監督                                                             |
| 7月  | 14日 | 水鳥鐵夫                 | 日本の旗           | 71   | 声優                                                                 |
| 7月  | 15日 | 斉藤昌                   | 日本の旗           | 80   | 声優                                                                 |
| 7月  | 15日 | ピーター・フェルナンデス | アメリカ合衆国の旗 | 83   | 俳優                                                                 |
| 7月  | 16日 | ジェームズ・ギャモン     | アメリカ合衆国の旗 | 70   | 俳優                                                                 |
| 7月  | 20日 | 早乙女愛                 | 日本の旗           | 51   | 女優                                                                 |
| 7月  | 27日 | 長谷川裕見子             | 日本の旗           | 85   | 女優                                                                 |
| 7月  | 27日 | 園佳也子                 | 日本の旗           | 75   | 女優                                                                 |
| 7月  | 31日 | 高津住男                 | 日本の旗           | 74   | 俳優                                                                 |
| 8月  | 02日 | 今野雄二                 | 日本の旗           | 66   | 映画評論家                                                           |
| 8月  | 06日 | 南美江                   | 日本の旗           | 94   | 女優                                                                 |
| 8月  | 28日 | 早川雄三                 | 日本の旗           | 85   | 俳優                                                                 |
| 9月  | 1日  | 真弓田一夫               | 日本の旗           | 90   | 俳優                                                                 |
| 9月  | 1日  | 若乃花幹士               | 日本の旗           | 82   | 大相撲力士（第45代横綱）、日活映画『若ノ花物語・土俵の鬼』に自ら主演 |
| 9月  | 11日 | 谷啓                     | 日本の旗           | 78   | 俳優、ジャズ・ミュージシャン                                         |
| 9月  | 16日 | 小林桂樹                 | 日本の旗           | 86   | 俳優                                                                 |
| 9月  | 17日 | 矢野宣                   | 日本の旗           | 82   | 俳優                                                                 |
| 9月  | 26日 | 池内淳子                 | 日本の旗           | 76   | 女優                                                                 |
| 9月  | 28日 | アーサー・ペン           | アメリカ合衆国の旗 | 88   | 映画監督                                                             |
| 9月  | 28日 | サリー・メンケ           | アメリカ合衆国の旗 | 56   | 映画編集技師                                                         |
| 9月  | 29日 | グロリア・スチュアート   | アメリカ合衆国の旗 | 100  | 女優                                                                 |
| 9月  | 29日 | トニー・カーティス       | アメリカ合衆国の旗 | 85   | 俳優                                                                 |
| 10月 | 08日 | 池部良                   | 日本の旗           | 92   | 俳優                                                                 |
| 10月 | 10日 | 大澤哲三                 | 日本の旗           | 63   | 美術監督                                                             |
| 10月 | 18日 | 長岡輝子                 | 日本の旗           | 102  | 女優                                                                 |
| 10月 | 27日 | リサ・ブロント           | アメリカ合衆国の旗 | 53   | 女優                                                                 |
| 10月 | 29日 | 首藤剛志                 | 日本の旗           | 61   | 脚本家                                                               |
| 10月 | 30日 | 野沢那智                 | 日本の旗           | 75   | 声優                                                                 |
| 11月 | 01日 | 津田京子                 | 日本の旗           | 62   | 女優                                                                 |
| 11月 | 05日 | ジル・クレイバーグ       | アメリカ合衆国の旗 | 66   | 女優                                                                 |
| 11月 | 07日 | 西崎義展                 | 日本の旗           | 75   | 映画プロデューサー                                                   |
| 11月 | 18日 | 松澤浩明                 | 日本の旗           | 50   | ギタリスト                                                           |
| 11月 | 28日 | レスリー・ニールセン     | カナダの旗         | 84   | 俳優                                                                 |
| 12月 | 13日 | 渡部猛                   | 日本の旗           | 74   | 声優                                                                 |
| 12月 | 15日 | ブレイク・エドワーズ     | アメリカ合衆国の旗 | 88   | 映画監督、脚本家                                                     |
| 12月 | 24日 | 寺島アキ子               | 日本の旗           | 84   | 脚本家                                                               |
| 12月 | 25日 | バド・グリーンスパン     | アメリカ合衆国の旗 | 84   | 映画監督・脚本家・映画プロデューサー・キャピー・プロダクション社長   |
| 12月 | 26日 | 曾我廼家鶴蝶             | 日本の旗           | 82   | 女優                                                                 |
| 12月 | 26日 | 池田敏春                 | 日本の旗           | 59   | 映画監督                                                             |
| 12月 | 28日 | 高峰秀子                 | 日本の旗           | 86   | 女優                                                                 |